# Myrmoteras jaitrongi
Myrmoteras jaitrongi (лат.) — вид муравьёв (Formicidae) из подсемейства Формицины (Formicinae, Formicidae).

## Распространение
Юго-восточная Азия: Малайзия, Таиланд.

## Описание
Длина тела составляет около 5 мм. Основная окраска желтовато-коричневая; ноги, челюсти — светло-жёлтые. Длина головы — 0,98—1,02 мм (ширина — 0,88—0,94). Муравьи с крупными глазами и длинными узкими мандибулами. Мандибулы длиной 1,4 мм с 9-10 зубцами. Формула щупиков 5,3.  Стебелёк между грудкой и брюшком состоит из одного членика петиолюса (последний четко отделен от брюшка). Близок к виду Myrmoteras barbouri. Видовое название дано в честь мирмеколога Виявата Джайтронга (Dr. Weeyawat Jaitrong).